# Лъчезар Ошавков
Лъчезар Живков Ошавков (на френски: Latchezar Ochavkov) е виден български и френски художник.

## Биография
Лъчезар Ошавков е роден на 30 септември 1940 година в град Видин в семейството на социолога Живко Ошавков (1913 - 1982) от големия дебърски род Ошавкови и Вера Станкова Ошавкова от Видин. Сестра му Лидия Ошавкова (р. 1942) е видна флейтистка. Семейството му е току-що напуснало Париж, поради избухналата Втора световна война. Първата му среща с живописта става чрез акварелите на вуйчо си Димо Добрев-Волонид (1919 - 1938), които той копира. След 1944 година семейството му се установява в София, където Лъчезар Ошавков в 1959 година завършва Художествената гимназия, като учител по изобразително изкуство му е Никола Аръшев. В 1961 година започва да учи декоративно-монументална живопис при Георги Богданов в Художествената академия. Завършва в 1967 година и за кратко работи като стенограф в Българската кинематография.
В 1968 година започва да учи във Факултета по история на изкуството и археология в Парижкия университет, като паралелно от 1969 година специализира и класическа фреска и мозайка във Венецианската и Флорентинската академия за изящни изкуства. В периода 1973-1976 година кара курс по византология в Лувърската школа в Париж. От 1976 година започва да учи във Висшето училище за обществени науки в Париж, което завършва през 1979 година с докторат по социология и семиология на изкуството. В дует с руския бард Константин Казански изпълняват руски романси в парижките кабарета „Шехерезада“ и „Разпутин“. От 1981 година е член на Френската академия на културата.
Ошавков рисува портрети, пейзажи, фигурални композиции, стенописи, гоблени, мозайки, но най-вече маслената живопис върху платно и сам себе си се определя като принадлежащ към Холандската школа. Автор е и на монументални творби върху сгради във Франция, САЩ, Мароко, Италия, Северна Македония и други. Има и много самостоятелни изложби, както и участия в групови изложби във Франция, България, други европейски страни, САЩ, Канада, Япония.